# Perú en los Juegos Olímpicos de Los Ángeles 1984
Perú estuvo representado en los Juegos Olímpicos de Los Ángeles 1984 por un total de 35 deportistas, 19 hombres y 16 mujeres, que compitieron en 10 deportes.
El portador de la bandera en la ceremonia de apertura fue el tirador Edwin Vásquez Cam.

## Medallistas
El equipo olímpico peruano  obtuvo las siguientes medallas:
| Nombre               | Deporte | Competición |
| -------------------- | ------- | ----------- |
| Oro                  |         |             |
| —                    |         |             |
| Plata                |         |             |
| Francisco Boza Dibós | Tiro    | Foso mixto  |
| Bronce               |         |             |
| —                    |         |             |